# 대구 수성구의 국회의원
대구광역시 수성구 선거구는 1980년 4월 1일 경상북도 대구시 동구의 분구로 수성구가 설치되는데, 제11대 총선 시 남구와 함께 경상북도 대구시 남구·수성구 선거구로 탄생하였다. 1981년 7월 1일 대구직할시 승격과 함께 대구직할시 수성구 선거구로 되었다가, 제14대 총선부터 갑·을 2개 선거구로 나뉘었고, 1995년 1월 1일 대구광역시 개칭과 함께 대구광역시 수성구 갑·을 선거구가 되었다.

## 행정구역 변천
- 1980년 4월 1일 동구 신천동 일부(수성동4가)·범어동·만촌동·수성동1가·2가·3가·황금동·중동·상동·파동·두산동·지산동·범물동에 경상북도 대구시 수성구 설치
- 1981년 7월 1일 경산군 고산면 편입, 대구직할시 수성구
- 1995년 1월 1일 대구광역시 수성구

## 대구 수성구의 역대 국회의원 일람
| 대수   | 이름           | 소속정당     | 임기                              | 선거구역                                                                                                   |
| ------ | -------------- | ------------ | --------------------------------- | --- |
| 제11대 | 이치호(李致浩) | 민주정의당   | 1981년 4월 11일 ~ 1985년 4월 10일 | 대구시 남구·수성구 일원                                                                                    |
| 제11대 | 신진수(申鎭洙) | 민주한국당   | 1981년 4월 11일 ~ 1985년 4월 10일 | 대구시 남구·수성구 일원                                                                                    |
| 제12대 | 이치호(李致浩) | 민주정의당   | 1985년 4월 11일 ~ 1988년 5월 29일 | 남구·수성구 일원                                                                                           |
| 제12대 | 신도환(辛道煥) | 신한민주당   | 1985년 4월 11일 ~ 1988년 5월 29일 | 남구·수성구 일원                                                                                           |
| 제13대 | 이치호(李致浩) | 민주정의당   | 1988년 5월 30일 ~ 1992년 5월 29일 | 수성구 일원                                                                                                |
| 제14대 | 박철언(朴哲彦) | 민주자유당   | 1992년 5월 30일 ~ 1994년 6월 28일 | 수성구 갑: 범어1동,범어2동,범어3동,범어4동,만촌1동,만촌2동,황금동,고산1동,고산2동                          |
| 제14대 | 현경자(玄慶子) | 신민당       | 1994년 8월 3일 ~ 1996년 5월 29일  | 수성구 갑: 범어1동,범어2동,범어3동,범어4동,만촌1동,만촌2동,황금동,고산1동,고산2동                          |
| 제14대 | 윤영탁(尹榮卓) | 통일국민당   | 1992년 5월 30일 ~ 1996년 5월 29일 | 수성구 을: 수성1가동,수성2·3가동,수성4가동,중동,상동,파동,두산동,지산동,범물동                             |
| 제15대 | 박철언(朴哲彦) | 자유민주연합 | 1996년 5월 30일 ~ 2000년 5월 29일 | 수성구 갑: 범어1동,범어2동,범어3동,범어4동,만촌1동,만촌2동,만촌3동,황금1동,황금2동,고산1동,고산2동         |
| 제15대 | 박구일(朴九溢) | 자유민주연합 | 1996년 5월 30일 ~ 2000년 5월 29일 | 수성구 을: 수성1가동,수성2·3가동,수성4가동,중동,상동,파동,두산동,지산1동,지산2동,범물동                    |
| 제16대 | 김만제(金滿堤) | 한나라당     | 2000년 5월 30일 ~ 2004년 5월 29일 | 수성구 갑: 범어1동,범어2동,범어3동,범어4동,만촌1동,만촌2동,만촌3동,황금1동,황금2동,고산1동,고산2동,고산3동 |
| 제16대 | 윤영탁(尹榮卓) | 한나라당     | 2000년 5월 30일 ~ 2004년 5월 29일 | 수성구 을: 수성1가동,수성2·3가동,수성4가동,중동,상동,파동,두산동,지산1동,지산2동,범물1동,범물2동           |
| 제17대 | 이한구(李漢久) | 한나라당     | 2004년 5월 30일 ~ 2008년 5월 29일 | 수성구 갑: 범어1동,범어2동,범어3동,범어4동,만촌1동,만촌2동,만촌3동,황금1동,황금2동,고산1동,고산2동,고산3동 |
| 제17대 | 주호영(朱豪英) | 한나라당     | 2004년 5월 30일 ~ 2008년 5월 29일 | 수성구 을: 수성1가동,수성2·3가동,수성4가동,중동,상동,파동,두산동,지산1동,지산2동,범물1동,범물2동           |
| 제18대 | 이한구(李漢久) | 한나라당     | 2008년 5월 30일 ~ 2012년 5월 29일 | 수성구 갑: 범어1동,범어2동,범어3동,범어4동,만촌1동,만촌2동,만촌3동,황금1동,황금2동,고산1동,고산2동,고산3동 |
| 제18대 | 주호영(朱豪英) | 한나라당     | 2008년 5월 30일 ~ 2012년 5월 29일 | 수성구 을: 수성1가동,수성2·3가동,수성4가동,중동,상동,파동,두산동,지산1동,지산2동,범물1동,범물2동           |
| 제19대 | 이한구(李漢久) | 새누리당     | 2012년 5월 30일 ~ 2016년 5월 29일 | 수성구 갑: 범어1동,범어2동,범어3동,범어4동,만촌1동,만촌2동,만촌3동,황금1동,황금2동,고산1동,고산2동,고산3동 |
| 제19대 | 주호영(朱豪英) | 새누리당     | 2012년 5월 30일 ~ 2016년 5월 29일 | 수성구 을: 수성1가동,수성2·3가동,수성4가동,중동,상동,파동,두산동,지산1동,지산2동,범물1동,범물2동           |
| 제20대 | 김부겸(金富謙) | 더불어민주당 | 2016년 5월 30일 ~ 2020년 5월 29일 | 수성구 갑: 범어1동,범어2동,범어3동,범어4동,만촌1동,만촌2동,만촌3동,황금1동,황금2동,고산1동,고산2동,고산3동 |
| 제20대 | 주호영(朱豪英) | 무소속       | 2016년 5월 30일 ~ 2020년 5월 29일 | 수성구 을: 수성1가동,수성2·3가동,수성4가동,중동,상동,파동,두산동,지산1동,지산2동,범물1동,범물2동           |
| 제21대 | 주호영(朱豪英) | 미래통합당   | 2020년 5월 30일 ~ 2024년 5월 29일 | 수성구 갑: 범어1동,범어2동,범어3동,범어4동,만촌1동,만촌2동,만촌3동,황금1동,황금2동,고산1동,고산2동,고산3동 |
| 제21대 | 홍준표(洪準杓) | 무소속       | 2020년 5월 30일 ~ 2022년 4월 29일 | 수성구 을: 수성1가동,수성2·3가동,수성4가동,중동,상동,파동,두산동,지산1동,지산2동,범물1동,범물2동           |
| 제21대 | 이인선(李仁善) | 국민의힘     | 2022년 6월 2일~ 2024년 5월 29일   | 수성구 을: 수성1가동,수성2·3가동,수성4가동,중동,상동,파동,두산동,지산1동,지산2동,범물1동,범물2동           |
| 제22대 | 주호영(朱豪英) | 국민의힘     | 2024년 5월 30일 ~                 | 수성구 갑: 범어1동,범어2동,범어3동,범어4동,만촌1동,만촌2동,만촌3동,황금1동,황금2동,고산1동,고산2동,고산3동 |
| 제22대 | 이인선(李仁善) | 국민의힘     | 2024년 5월 30일 ~                 | 수성구 을: 수성1가동,수성2·3가동,수성4가동,중동,상동,파동,두산동,지산1동,지산2동,범물1동,범물2동           |

## 같이 보기
- 대구 동구의 국회의원
- 대구 중구의 국회의원
- 대구 남구의 국회의원
- 대구 서구의 국회의원
- 대구 북구의 국회의원
- 대구 달서구의 국회의원
- 달성군의 국회의원
- 경산시의 국회의원
- 영천시의 국회의원
- 수성구 (선거구)
- 수성구 갑
- 수성구 을